# Aedeomyia squamipennis
Aedeomyia squamipennis är en tvåvingeart som först beskrevs av Lynch Arribalzaga 1878.  Aedeomyia squamipennis ingår i släktet Aedeomyia och familjen stickmyggor. Inga underarter finns listade i Catalogue of Life.